# Hautmont
Hautmont är en kommun i departementet Nord i regionen Hauts-de-France i norra Frankrike. Kommunen ligger i kantonen Hautmont som tillhör arrondissementet Avesnes-sur-Helpe. År 2022 hade Hautmont 14 197 invånare.

## Befolkningsutveckling
Antalet invånare i kommunen Hautmont
| Referens: INSEE |